# Genua-laag

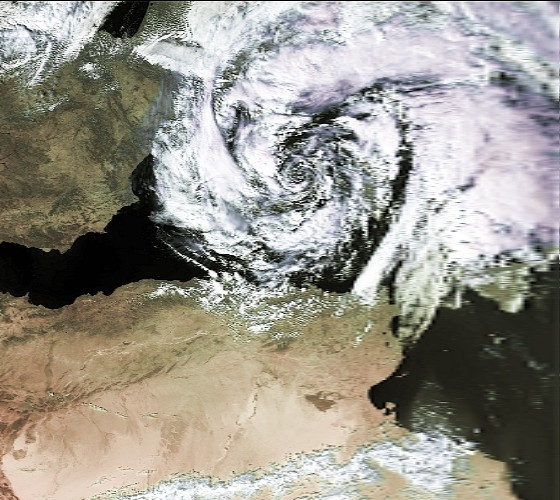
Een Genua-laag op 7 oktober 1996

Een Genua-laag of Genuadepressie is een lagedrukgebied dat zich vaak boven de Golf van Genua bevindt. Het laag ontstaat doordat koude luchtaanvoer vanuit het noorden de relatief warme Middellandse Zee bereikt. Ook lagedrukgebieden die elders op de Middellandse Zee ontstaan door dit proces worden vaak een Genua-laag genoemd. 
Vaak trekt het laag dan via Noord-Italië richting de Alpen waar de depressie voor grote neerslaghoeveelheden, vaak sneeuw, zorgt. Doordat de bestaande luchtdrukverschillen vergroot worden door een Genua-laag kan er een koude mistral opsteken in het oostelijk deel van Frankrijk.